# شعب العمال (جبلة)

تعديل مصدري - تعديل

شعب العمال محلة تابعة لقرية السرايم، التابعة لعزلة المكتب بمديرية جبلة إحدى مديريات محافظة إب في الجمهورية اليمنية، بلغ تعداد سكانها 159 حسب تعداد اليمن لعام 2004.